# Tololo
Le Tololo est l’un des personnages majeurs du carnaval en Guyane. Il s’agit de l’équivalent masculin du Touloulou.

## Étymologie
Le terme « Tololo » est issu de Touloulou, qui n’est autre que son équivalent féminin. 

## Description
Le Tololo est l’homologue masculin du Touloulou. Il participe à une initiative récente dans le carnaval de Guyane, créé à son honneur, qui est le bal Tololo.
Contrairement aux costumes des Touloulous, le choix du costume est plus libre chez le Tololo. Il doit respecter l'anonymat certes, mais s'autorise à se déguiser en léopard, bagnard, diable, curé, super héros, pirate, apiculteur, etc. Le Tololo exprime son individualisme à travers le choix du costume, son désir à travers la danse et la parole et crée au fur et à mesure ses propres règles qui régissent la relation à l'autre. L'expérience du bal tololo permet à la cavalière de comprendre le plaisir des danseurs des bals touloulous.

## Histoire
Le concept du personnage Tololo existait déjà, sous un autre nom, dans les traditions carnavalesques guyanaises. Le terme Touloulou décrivait à l’époque, toute personne déguisée et masquée pendant le carnaval en Guyane. Ce n’est qu’à partir des années 1950, que le terme Touloulou commence à être utilisé, uniquement pour décrire les femmes déguisées de la tête au pied, dans l’anonymat total, que l’on retrouvait majoritairement dans les bals masqués. Ceci a effacé un pan important du carnaval guyanais, ne permettant qu’aux femmes de se costumer dans les salles de bals. Le Tololo, réapparaît en 1988, à l’initiative de personnes non originaires de Guyane, en poste dans le département et fait naître en même temps les bals Tololo.

## Bal Tololo
Apparu en 1988, ce bal est l'œuvre d'une bande d'amis non originaires de Guyane qui ont initialement organisé une série de soirées privées. Au fil du temps, cette pratique s’est démocratisé. La première soirée Tololo a eu lieu dans une maison située près du restaurant l'Oasis, rue Saint Dominique à Montjoly. Elle attira un peu plus de 100 personnes. La deuxième soirée se déroula, en 1989, au Vieux Chemin toujours à Montjoly. Près de 300 personnes y participèrent. En 1990, les organisateurs des premières soirées Tololo firent appel au site de l'Oasis, rue Saint Dominique à Montjoly, un bar-restaurant situé sur la plage dans le quartier résidentiel de Remire-Montjoly. Par la suite, le nombre de soirées Tololo se multiplia  et différents dancings organisèrent ces bals à succès : le Kindal-Califourchon, le Grand Blanc, Polina, etc. Au départ, ces bals se déroulaient le dernier vendredi avant les Jours gras. Ensuite, vu la multiplication des soirées, les bals Tololo occupèrent tous les vendredi de la période carnavalesque.
Il s’agit d’un bal organisé lors du carnaval en Guyane au cours duquel les hommes sont masqués et entièrement déguisés. Ils peuvent inviter les femmes à danser et celles-ci n'ont pas le droit de refuser. Ce bal, qui avait lieu le dernier vendredi avant les jours gras, était une forme de remerciements des cavaliers aux touloulous qui les avaient invités tout au long des samedis du carnaval. Les Tololo étaient alors les rois des soirées carnavalesques.
Le Tololo invite à danser les femmes de son choix <, elles-mêmes vêtues en simples tenues de soirée et sans masque. Eux, par contre, doivent respecter la tradition de l'anonymat et donc se déguiser. La plupart des soirées Tololo proposent un tarif forfaitaire incluant repas et boissons à volonté. 
Le public du bal Tololo s'accroit et se diversifie. Il concerne aujourd'hui toutes les tranches d'âge. La jeune génération s'est également approprié cette nouvelle forme de divertissement et l'apprécie tout autant que le bal paré-masqué traditionnel. Le public du bal Tololo, tout comme celui des bal paré-masqués traditionnels, se compose surtout, de Créoles guyanais, antillais et de métropolitains.